# Човнівська сільська рада
Човнівська сільська рада — колишня адміністративно-територіальна одиниця та орган місцевого самоврядування у Кутузівському районі Коростенської округи Української СРР з адміністративним центром у селі Човнова.

## Населені пункти
Сільській раді на час ліквідації були підпорядковані населені пункти:
- с. Кобилянка;
- с. Кургани;
- с. Човнова;
- х. Курганці.

## Населення
Кількість населення ради станом на 1923 рік становила 821 особу, кількість дворів — 177.

## Історія та адміністративний устрій
Створена 1923 року в складі сіл Кобилянка, Кургани, Човнова та хутора Курганці Кутузівської волості Житомирського повіту Волинської губернії. 7 березня 1923 року включена до складу новоутвореного Кутузівського району Коростенської округи.
Ліквідована 23 лютого 1924 року, відповідно до рішення Волинської ГАТК (протокол № 7/2 «Про зміни меж округів, районів та сільрад»), с. Човнова підпорядковане Зубринській сільській раді, села Кобилянка, Кургани та х. Курганці — Теринцівській сільській раді Кутузівського району.